# Bunești, Vaslui
Bunești este un sat în comuna Bunești-Averești din județul Vaslui, Moldova, România.

## Amplasare geografică
Satul Bunești este situat în extremul nordic al comunei, la 21 km distanță de Huși, la 73 km distanță de municipiul Vaslui și la 56 km distanță de municipiul Iași. Orașul cel mai apropiat este Huși.
Satul Bunești se învecinează la nord cu comuna Dolhești din județul Iași, la sud cu satul Armășeni din comuna Bunești-Averești, la est cu comuna Arsura din județul Vaslui, la nord-est cu comuna Cozmești din județul Iași, la vest cu satul Podu-Oprii din comuna Bunești-Averești și satul Gănești din comuna Boțești, județul Vaslui.

## Informații diverse
Înainte de 1990, satul Bunești era centrul de comună, fiind cel mai mare sat din comună. Au existat mai multe încercări de a muta din nou comuna în acest sat, dar toate s-au soldat cu eșec; ultima încercare de a muta comuna a fost în 2001. 
Există un drum comunal care face legătura între Iași și Huși pe care circulă destul de puține curse regulate. Acest drum se găsește în partea de vest a satului și este pietruit. Din Bunești spre Huși sunt patru curse (la orele 5, 7, 13 și 16) și una spre Iași (la ora 6). 
În fiecare marți are loc târgul satului.

## Personalități
- Anca Tănase  (n. 15 martie 1968) este o fostă canotoare română, laureată cu aur la Atlanta 1996.

## Imagini

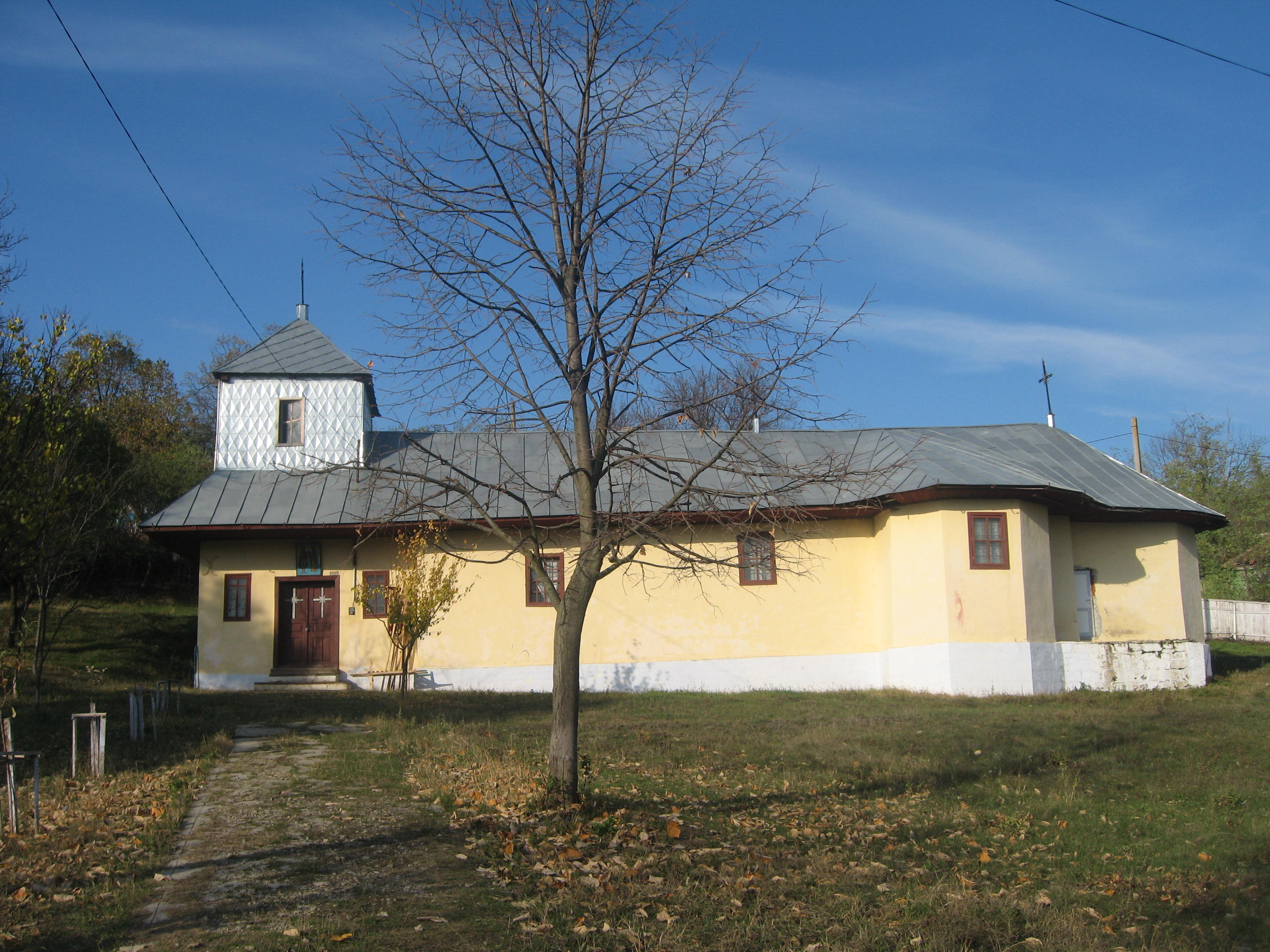
Biserica "Sf. Arhangheli Mihail şi Gavril" din Buneşti, construită în secolul al XX-lea
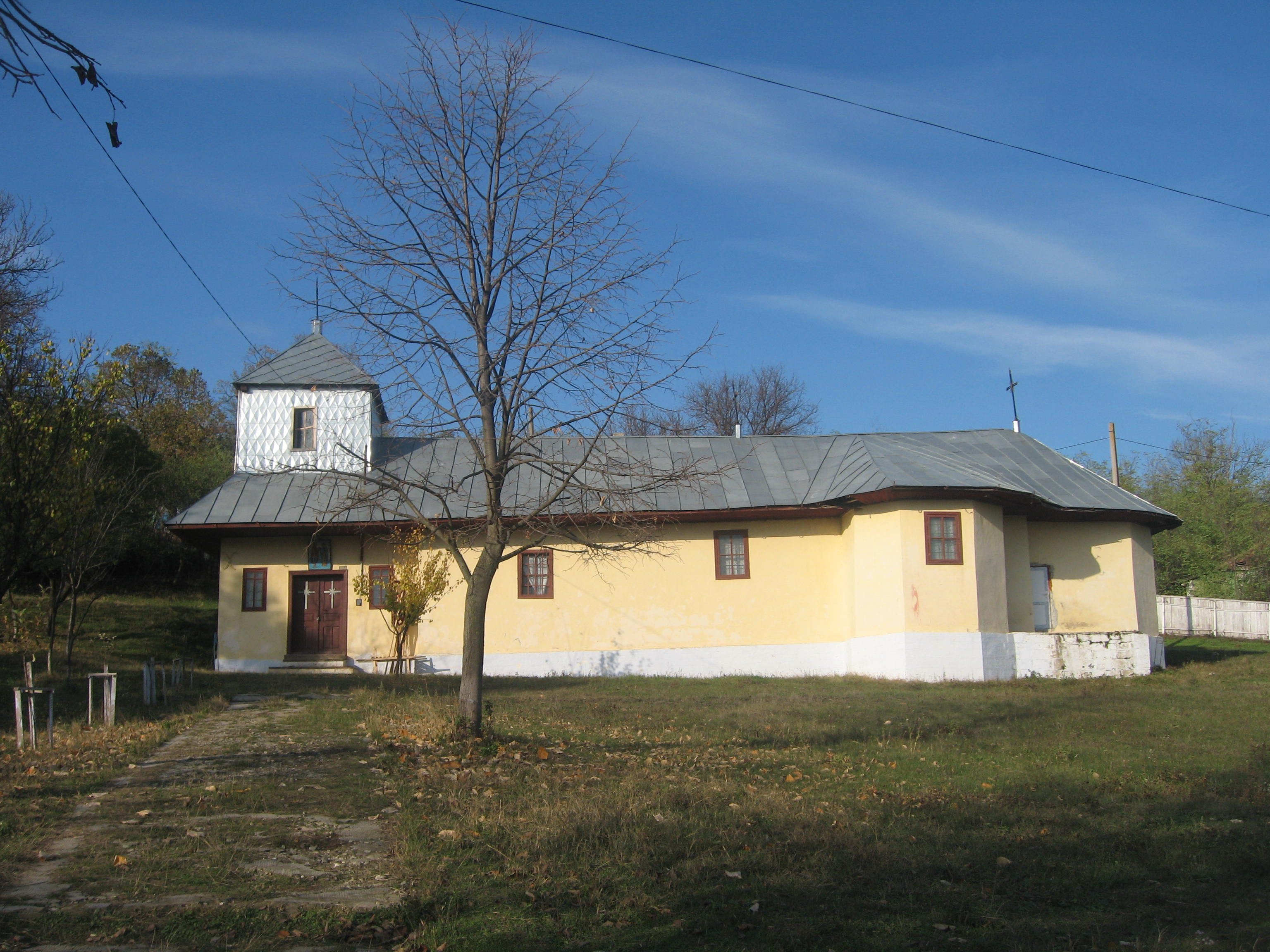
Biserica "Sf. Arhangheli Mihail şi Gavril" din Buneşti
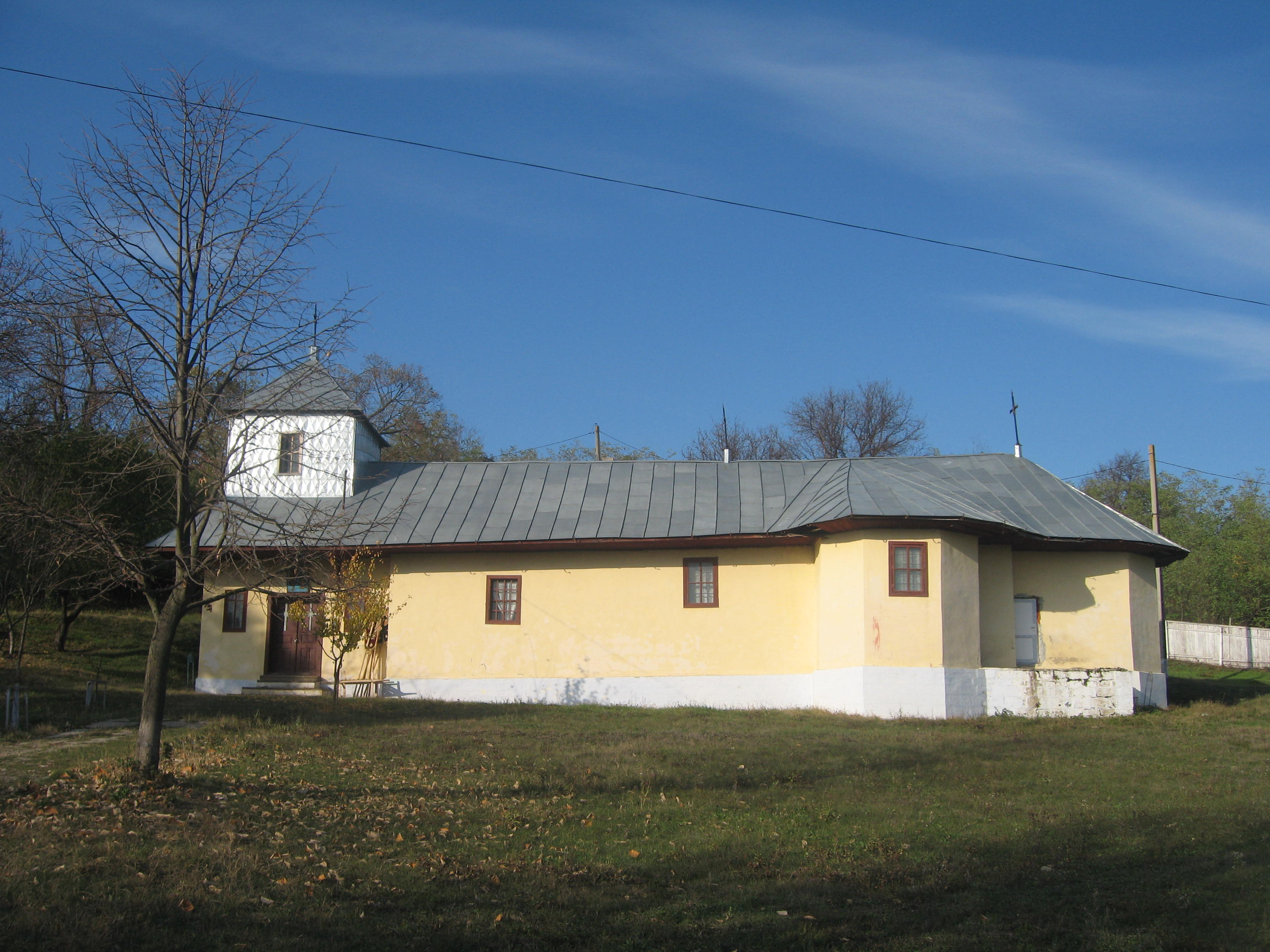
Biserica "Sf. Arhangheli Mihail şi Gavril" din Buneşti
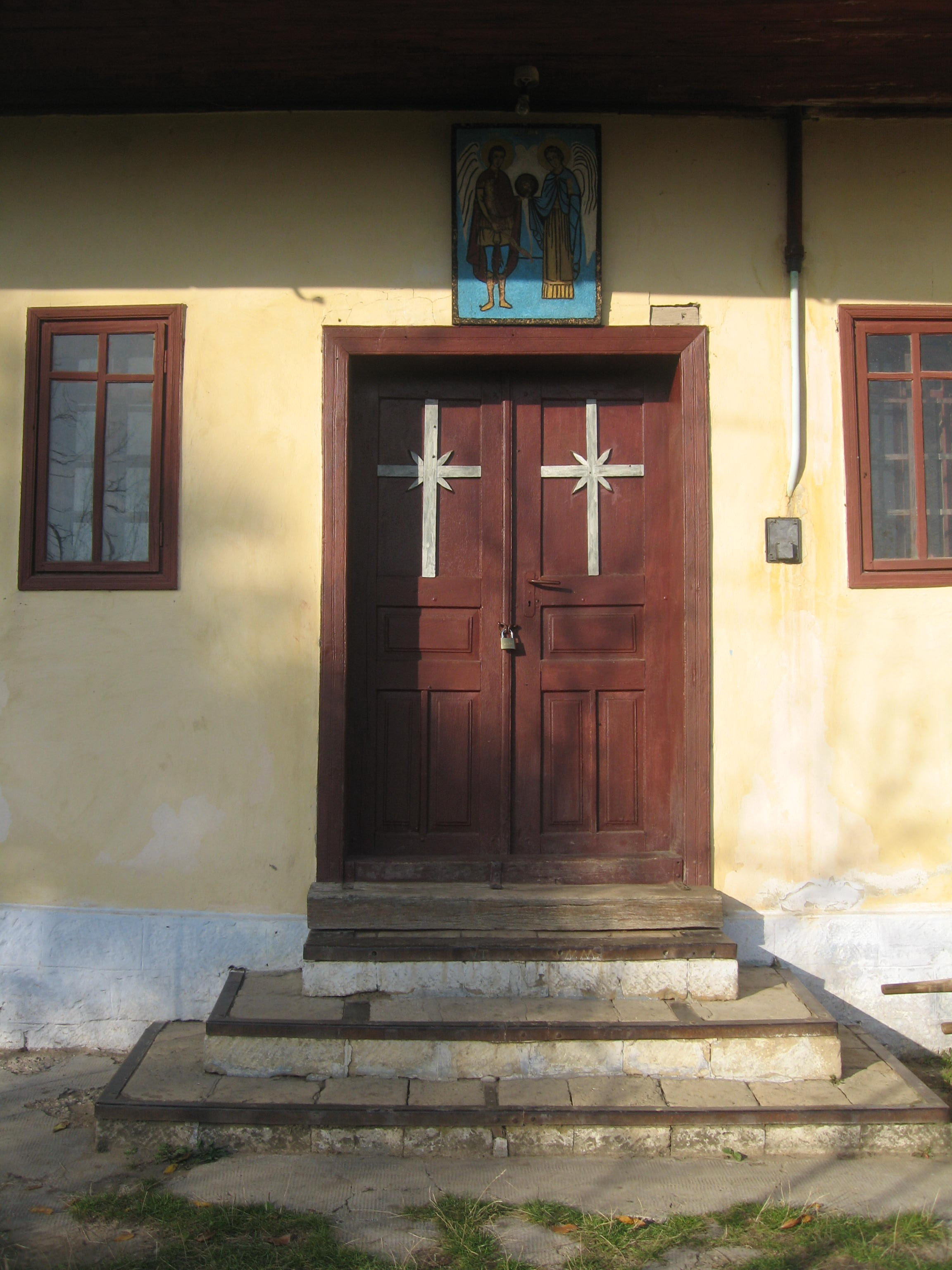
Biserica Sf. Arhangheli Mihail şi Gavril din Buneşti - intrarea
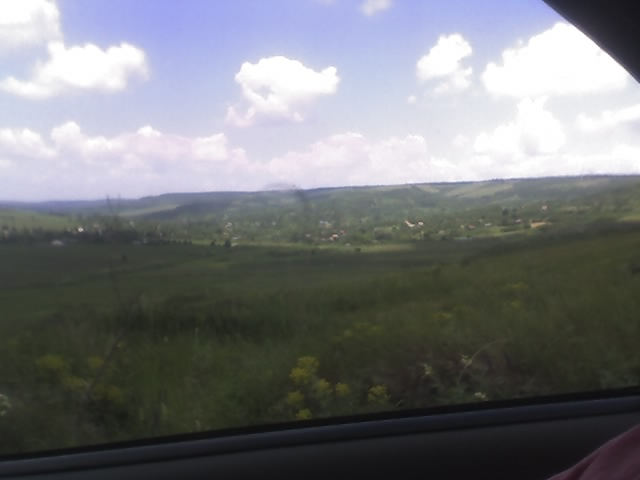
Satul Buneşti văzut din depărtare